# Sida linifolia
Sida linifolia là một loài thực vật có hoa trong họ Cẩm quỳ. Loài này được Juss. ex Cav. miêu tả khoa học đầu tiên năm 1785.